# 鷲沢町
鷲沢町（わしざわちょう）は静岡県浜松市浜名区の町名。丁番を持たない単独町名である。住居表示未実施。

## 地理
浜松市浜名区の中部、都田地区の北部に位置する。東・南で都田町、西で引佐町三岳、北で滝沢町と接する。

## 歴史

### 沿革
- 1889年（明治22年）4月1日 - 町村制の施行により、引佐郡鷲沢村が周辺の村と合併して引佐郡都田村となる[WEB 7]。旧村名は都田村の大字として残る[書籍 1]。
- 1955年（昭和30年）
  - 3月31日 - 都田村が浜松市に編入される。
  - 10月 - 大字鷲沢から鷲沢町へ住所表記を変更する[WEB 8]。
- 2007年（平成19年）4月1日 - 浜松市が政令指定都市となる。鷲沢町は北区の一部となる。
- 2024年（令和6年）1月1日 - 浜松市の行政区再編により、鷲沢町は浜名区の一部となる。

## 施設
- 鷲沢風穴
- 六社神社

## 交通

### バス
- 浜松市北地域バス（にこにこバス）[注釈 1]：（聖隷三方原病院・都田駅前 方面 - ）鷲沢 - 鷲沢公民館（ - 狸穴集会所 方面）

### 道路
- 新東名高速道路
- 静岡県道299号渋川都田停車場線

## その他

### 学区
小学校・中学校の学区は以下の通りである。
- 浜松市立都田小学校
- 浜松市立都田中学校

### 警察
警察の管轄区域は以下の通りである。
| 番・番地等 | 警察署     | 交番・駐在所 |
| ---------- | ---------- | ------------ |
| 全域       | 細江警察署 | 都田交番     |

### 消防
消防の管轄区域は以下の通りである。
| 番・番地等 | 消防署   | 本署/出張所 |
| ---------- | -------- | ----------- |
| 全域       | 北消防署 | 本署        |